# SOCOM II
SOCOM II: U.S. Navy SEALsは、『SOCOM: U.S. NAVY SEALs』の続編にあたるPlayStation 2用サードパーソン・シューティングゲーム。
このゲームは、ジッパーインタラクティブがアメリカ海軍特殊戦コマンドと共同で開発したものである。発売は2004年8月5日にソニー・コンピュータエンタテインメントが行った。
また、このゲームは2004年8月から2005年2月6日までオンライン対戦に対応していた。

## ストーリー
ゲームはまず、コードネーム「MALLARD（マラード）」と呼ばれる情報提供者から、アルバニアの拠点から武器やプルトニウムを密売し、ロンドンからカイロまでの都市に送り込んでいる「セセリ・シンジケート」というアルバニア人組織犯罪グループの存在を知らされるところから始まる。
シールズの任務は、シンジケートの武器庫を調査・発見・破壊し、可能であればベスニクという中堅メンバーを拘束して尋問することである。 
ブラボー分隊の代わりに、イギリス陸軍特殊空挺部隊（SAS）のセイバーとリーバーが投入される。 シールズとSASの混成メンバーは、まずシュコデルの廃工場を閉鎖させ、その責任者であるミズレク・ルゴヴァ将軍を捕獲または殺害し、次に彼らの拠点であるアルバニア山中のセセリ家の城で残りのリーダーたちを捕獲または殺害することで、シンジケートを崩壊させる任務を遂行する。

ブラジルでは、ブラジル革命軍（RAFB）と名乗る集団が政府を掌握すると言って脅していた。 カットシーンでは、コカインを盗んだ反乱軍の脱走兵がアマゾンのジャングルを逃げ回るが、RAFBのリーダー、キシャーダ・クリストが彼を捕まえ殺害する。 娼婦と裕福な実業家の娘であるクリストが男性に強い恨みを抱いていることが、RAFB幹部が女性で占められている理由だ。
シールズはアマゾンの熱帯雨林の奥深くまで行き、RAFBが活動資金として使用していた地下のコカイン工場を破壊した。 
資金供給が途絶えたため、クリストとRAFBは "グランド・パラナダム"を奪取することで、政府を不安定化させようとした。 RAFBは要求が満たされなければダムを爆破し、ブラジル経済を麻痺させると脅した。 シールズはダムを奪還し、現場の爆発物を解除し、クリストを殺害するために送り込まれる。

アルジェリアでは、ヘイダル・マフムード将軍率いるアルジェリア愛国戦線（APF）と呼ばれる分離主義派が、アルジェリア政府を掌握しようとクーデターを扇動している。 APFの兵士たちは、CHA（人道支援連合）と平和維持部隊の国際要員が人道的任務のために滞在していたベジャイアの街を制圧している。 
シールズはCHA要員を救出し、保護するために派遣される。彼らはアメリカ大使館周辺を確保しなければならないが、そこには避難の混乱で取り残された2人の国務省職員がいた。 APFからの絶え間ない攻撃から彼らを守る。 長く激しい銃撃戦の後、HH-60ペーブホークが到着し、一行を避難させる。

ロシアでは、「フォース・マジュール（不可抗力）」もしくは「世界解放戦線（GLF）」とも呼ばれるグループが、核兵器の製造と使用による米国攻撃を計画していた。
東欧の工作員からの情報によると、カムチャッカの廃墟となったケルスキ海軍造船所に潜在的なテロの脅威がある。 シールズは、コードネーム "ポラリス"と "ブラッドショット"という2人のロシア軍スペツナズ隊員の支援を受け、調査のために派遣される。 チームはフォース・マジュールが核爆弾を製造している証拠を発見する。チームはUSSミシガンに回収される。
フォース・マジュールの姿はどこにも見えず、事態は厳しいものと思われたが、幸運にもロシア連邦保安庁が核燃料流出事故調査の線からテロリスト集団の存在を察知。 除染作業員に扮したフォース・マジュールの工作員たちが工場に潜入し、後から増援部隊が到着した。 彼らの計画は、「ダーティボム（放射線爆弾）」に使用する大量の濃縮ウランを盗み出すことだった。
シールズとスペツナズは、ウランがどれだけ盗まれたかを調べるために工場に送り込まれた。 調査結果は芳しくなく、ほとんどすべてのウラン貯蔵所が空にされていた。 ゲームの最終局面では、シールズは放射性物質を大量に積んだワシントン州シアトル行きの船ビター・ムーン号に潜入する。
テロリストたちは、シアトル近郊で船を爆発させる計画を立てていた。 船上でシールズは、最初のミッションの情報提供者であったマラードが、実はフォース・マジュールのために働く敵性工作員であることを突き止める。 フォース・マジュールがセセリ・シンジケートからプルトニウムの調達を行っていた事実を、米軍を利用して抹消しようと図ったのだ。
シールズが突入し、フォース・マジュールの女性リーダー、ヴァレスカ・ルカノフとダーティボムを無力化。 マラードこと本名アルジャン・マンジャニも殺害する。 チームはUSSミシガンへの撤退の合図として発煙弾を放ち、任務は完了する。

## 登場人物

### アメリカ特殊作戦軍（USSOCOM）
スペクター（Specter）
声：立木文彦 / 英：ポール・メルスィエ
Navy SEALsファイアチーム隊長。前作から登場。
ジェスター（Jester）
声：千葉進歩 / 英：ジェイソン・スピサック
Navy SEALsファイアチーム隊員で、スペクターの相棒。前作から登場。
ウォードッグ（Wardog）
声：斧アツシ / 英：マイケル・クラーク・ダンカン
Navy SEALsファイアチーム隊員。
ヴァンダル（Vandal）
声：小西克幸 / 英：ラリー・セダー
Navy SEALsファイアチーム隊員。
HQ
声：本田貴子 / 英：ヴァネッサ・マーシャル

### 特殊空挺部隊（SAS）
セイバー（Sabre）
声：坂口賢一 / 英：グレッグ・エリス
特殊空挺部隊隊員。アルバニアにてチームに合流。
リーバー（Mallard）
声：近藤孝行 / 英：ジュリアン・ストーン
SAS隊員。アルバニアにてチームに合流。

### スペツナズ
ポラリス（Polaris）
声：宮下タケル / 英：ジム・ウォード
スペツナズ隊員。ロシア政府から派遣され、チームに合流。
ブラッドショット（Bludshot）
声：小杉十郎太 / 英：クィントン・フリン
スペツナズ隊員。ロシア政府から派遣され、チームに合流。

### その他
マラード（Mallard）
声：松尾まつお / 英：？
情報提供者。
スカイトップ（Skytop）
声：山野井仁 / 英：？
航空支援部隊隊員。AH-64 アパッチを操縦する。
トーマス・タナカ（Thomas Tanaka）
声：若林正 / 英：？
アルジェリアにある米国大使館の職員。
マーシ―・レインズ（）
声：一木美名子 / 英：？
アルジェリアにある米国大使館の職員。